# استان اسماعیلیه
استان اسماعیلیه (به عربی: محافظةالإسماعيلية) یکی از استان‌های کشور مصر است. این استان دارای ۵ شهرستان، ۷ شهر و ۹۱ روستاست.

## شهرستان‌ها
| استان     | شهرستان   | جمعیت (۲۰۰۱) | مساحت (کیلومتر²) | تراکم جمعیت (نفر/کیلومتر²) |
| --------- | --------- | ------------ | ---------------- | -------------------------- |
| اسماعیلیه | اسماعیلیه | ۴۷۱٬۰۰۰      | ۱۶۱۰۵            | ۱۵۴                        |
| اسماعیلیه | تل الکبیر | ۳۶۳۹۳۰۴      | ۱۹۱۳۰            | ۱۹۰                        |
| اسماعیلیه | فاید      | ۳۷۳۵۲۰۲      | ۱۵۱۵۲            | ۲۴۷                        |
| اسماعیلیه | قنطره شرق | ۲۵۷۳۴۸۱      | ۱۵۳۵۹            | ۱۶۸                        |
| اسماعیلیه | قنطره غرب | ۴۸۷۲۶۲۲      | ۱۰۸۰۷            | ۴۵۱                        |
| اسماعیلیه | ابو صویر  | ۴۴۰۵۵۲۱      | ۱۱۳۹۱            | ۳۸۷                        |
| اسماعیلیه | قصاصین    | ۳۶۸۶۴۶۰      | ۲۱۷              | ۱۶۹۸۸                      |
| جمع استان | جمع استان | ۷۷۶٬۴۰۳      | ۴٬۴۸۲٫۸          | ۱۶۹۸۸                      |